# Погари (Рязанская область)
Погари — деревня в Шиловском районе Рязанской области в составе Занино-Починковского сельского поселения.

## Географическое положение
Деревня Погари расположена на Окско-Донской равнине на левом берегу реки Средник в 33 км к северо-востоку от пгт Шилово. Расстояние от деревни до районного центра Шилово по автодороге — 42 км.
Со всех сторон деревня окружена большими лесными массивами. К северу от деревни находится урочище Киреева Тропа, к востоку — овраг Кушинный. Ближайшие населенные пункты — село Илебники, деревни Павловка и Салаур.

## Население
По данным переписи населения 2010 г. в деревне Погари постоянно проживают 14 чел.

## Происхождение названия
В «Списках населенных мест Российской империи» за 1862 г. деревня упоминается как Погорки при речке Средник. По версии шиловских краеведов, деревня получила название Погори потому, что несколько раз выгорала почти целиком. В словаре русского языка «погарь» — выжженный под посев участок леса, подсека. В современных русских говорах «погарь, погарище» — горелый, выжженный лес. Скорее всего деревня получила свое название по местоположению возле, или на подсеке.

## История
Деревня Погари упоминается с конца XVII в. и издревле, вместе с близлежащим селом Салаур, принадлежала старинному дворянскому роду Огаревых, а в начале XVIII в., в результате брака Устиньи Федоровны Огаревой (ум. 1758 г.) с надворным советником Яковом Илларионовичем Олениным (ум. 1751 г.), перешла во владение не менее известного в России дворянского рода Олениных. Деревня Погари и село Салаур, состоявшие первоначально в Борисоглебском стане Шацкого уезда, в коих числилось тогда 489 душ мужского пола, были в 1779 г. приписаны к Касимовскому уезду.

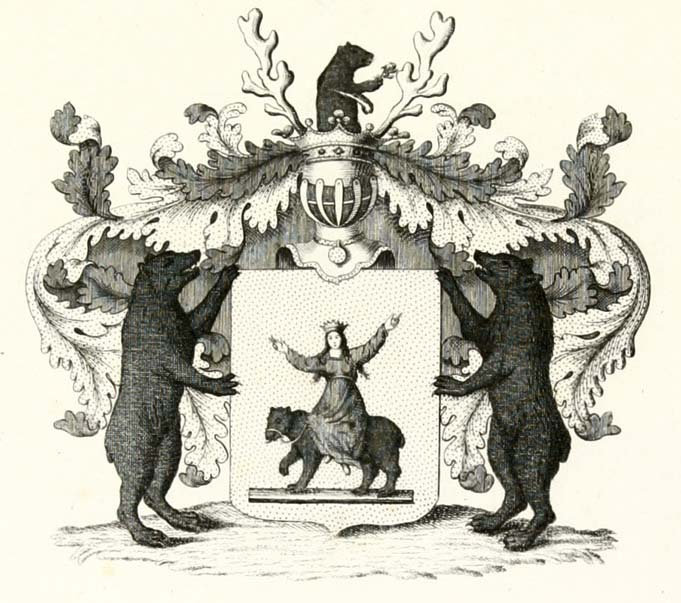
Герб рода дворян Олениных.

Во второй половине XVIII в., после смерти Якова Илларионовича и Устиньи Федоровны Олениных, владельцем деревни Погари стал их сын, полковник лейб-гвардии Преображенского полка и статский советник Николай Яковлевич Оленин, бывший в 1792 г. Касимовским уездным предводителем дворянства. В 1802 г. Николай Яковлевич Оленин умер (его могила сохранилась на сельском кладбище села Салаур), и его вдова, Анна Семеновна, передала поместья Олениных на Рязанщине (Салаур, Погари, Борки и часть Свинчуса) своему сыну Алексею Николаевичу.
Алексей Николаевич Оленин (1763+1843 гг.) известен как видный российский государственный деятель, историк, археолог и художник. В 1814—1827 гг. действительный тайный советник А. Н. Оленин занимал пост государственного секретаря, являясь также почетным членом Петербургской Академии наук (с 1809 г.), директором Императорской публичной библиотеки (с 1811 г.) и президентом Академии художеств (с 1817 г.).
После смерти А. Н. Оленина в 1843 г. его родовое имение в селе Салауре и деревне Погари перешло к его старшему сыну, генерал-майору Петру Алексеевичу Оленину (1793+1868 гг.), участнику Отечественной войны 1812 г., служившему в лейб-гвардии Семеновском и Егерском полках, потом в Корпусе инженеров путей сообщения.
К 1891 г., по данным И. В. Добролюбова, в селе Салауре и деревне Погари насчитывалось всего 194 двора, в коих проживало 588 душ мужского и 626 душ женского пола, в том числе грамотных — 148 мужчин и 17 женщин. Оленины оставались владельцами окрестных земель вплоть до начала XX в.
В 1917 г. деревня Погари была одним из центров революционных выступлений крестьян в Касимовском уезде. Ее жители еще в августе 1917 г., не дожидаясь решения земельного вопроса Временным правительством, приступили к покосу помещичьих лугов.

## Транспорт
Основные грузо- и пассажироперевозки осуществляются автомобильным транспортом: через деревню Погари проходит автомобильная дорога регионального значения Р125: «Ряжск — Касимов — Нижний Новгород».